# 구파발역
구파발(은평성모병원)역(Gupabal(Eunpyeong St. Mary's Hospital)Station, 舊把撥(恩平聖母病院)驛)은 대한민국 서울특별시 은평구 진관동에 있는 수도권 전철 3호선의 전철역이다. 이 역부터 금호역까지 지하 구간이며, 이 역부터 오금역까지 서울특별시 구간이다.

## 역사
- 1985년 7월 12일 : 서울 지하철 3호선 독립문역~구파발역 구간 개통과 함께 종착역으로 영업 개시
- 1990년 7월 13일 : 서울 지하철 3호선 지축역 개통과 함께 중간역이 됨

## 역명 유래
구파발(舊把撥)이란 지명은 조선 중기부터 공문서를 전달하기 위한 파발역에서 유래된 것이다. 이 지역은 옛부터 경의가도의 덕수원이란 국립여관외에 주막과 대장간이 많았다.

## 개요
구파발천 하저터널로 연신내역과 연결된다.

## 역 구조
역무실과 개찰구 등 역무 시설은 지하 1층에, 승강장은 지하 2층에 있으며 출입구는 4개다. 출입구의 방향이 도로와 다소 어긋난 곳에 있는데 이는 건설 당시 이 역 위를 지나던 통일로 등 도로에 맞게 지어진 출입구가 은평뉴타운 사업과 함께 도로 구조가 조정되면서 방향이 맞지 않게 된 것이다.

### 배선도
지축역과 구파발역, 지축차량사업소의 배선도는 다음과 같다. 구파발역 북쪽 본선 사이에 회차선 1선, 역 남쪽에 시저스 크로스오버를 이용한 건넘선이 각각 설치되어 있다. 일반적으로 구파발행 열차가 회차할 때는 상행(대화 방향) 승강장에서 승객을 하차시킨 후 역 북쪽의 회차선을 이용하나 열차 지연 등의 사유가 발생한 경우 상행(대화·구파발행) 열차가 역 남쪽의 건넘선을 통하여 바로 하행(오금 방향) 승강장으로 진입하여 여객을 취급한 후 바로 하행(오금·수서행) 열차로서 출발하는 경우가 있다. 지축차량사업소로 입고하는 열차는 이 역까지만 운행하고, 지축역 직전에서 분기하는 인입선을 통해 입고한다.

### 승강장
1면 2선의 섬식 승강장을 갖춘 지하역이며, 완전밀폐형 스크린도어가 설치되어 있다.
| 지축 ↑   |
| 하 상 \| |
| ↓ 연신내 |

| 상행 | ● 수도권 전철 3호선 | 지축 · 대곡 · 백석 · 정발산 · 대화 방면 오금 방향 회차 및 열차 당역 종착 지축기지 입고 열차 당역 종착 |
| 하행 | ● 수도권 전철 3호선 | 연신내 · 충무로 · 옥수 · 수서 · 오금 방면                                                             |

## 역 주변
| 나가는 곳 | 방면 |
| --------- | --- |
| 1         | 구파발폭포 복합환승센터 북한산 은빛초등학교 은평뉴타운 1지구 은평뉴타운 3-1지구 진관중학교 진관고등학교 광역환승센터 은평뉴타운 6~9단지 |
| 2         | 기자촌 신도초등학교 은진초등학교 은평뉴타운 2지구 은평뉴타운 3-2지구 은평메디텍고등학교 진관동주민센터 서울은평우체국                   |
| 3         | 신도고등학교 은평소방서 연신내방면 은평노인종합복지단                                                                                   |
| 4         | 통일로방면 은평뉴타운3지구아파트 구파발10단지어울림아파트                                                                               |

## 이용객 변동
| 노선  | 노선    | 일평균 인원수 (명/일) | 일평균 인원수 (명/일) | 일평균 인원수 (명/일) | 일평균 인원수 (명/일) | 일평균 인원수 (명/일) | 일평균 인원수 (명/일) | 일평균 인원수 (명/일) | 일평균 인원수 (명/일) | 일평균 인원수 (명/일) | 일평균 인원수 (명/일) | 각주  |
| 노선  | 노선    | 2000년                | 2001년                | 2002년                | 2003년                | 2004년                | 2005년                | 2006년                | 2007년                | 2008년                | 2009년                | 각주  |
| ----- | ------- | --------------------- | --------------------- | --------------------- | --------------------- | --------------------- | --------------------- | --------------------- | --------------------- | --------------------- | --------------------- | ----- |
| 3호선 | 승차    | 16,033                | 16,030                | 15,592                | 14,803                | 14,633                | 13,530                | 12,168                | 10,629                | 10,976                | 11,446                | [ 1 ] |
| 3호선 | 하차    | 11,462                | 11,161                | 10,904                | 10,527                | 10,423                | 9,410                 | 8,157                 | 6,870                 | 7,489                 | 8,461                 | [ 1 ] |
| 3호선 | 승·하차 | 27,494                | 27,191                | 26,495                | 25,330                | 25,056                | 22,940                | 20,325                | 17,498                | 18,465                | 19,907                | [ 1 ] |
| 노선  | 노선    | 2010년                | 2011년                | 2012년                | 2013년                | 2014년                | 2015년                | 2016년                | 2017년                | 2018년                |                       | [ 1 ] |
| 3호선 | 승차    | 12,894                | 15,551                | 16,301                | 17,001                | 17,646                | 17,597                | 18,143                | 20,391                | 20,939                |                       | [ 1 ] |
| 3호선 | 하차    | 9,528                 | 11,698                | 12,587                | 13,338                | 14,190                | 14,422                | 15,405                | 18,423                | 19,407                |                       | [ 1 ] |
| 3호선 | 승·하차 | 22,422                | 27,249                | 28,888                | 30,339                | 31,836                | 32,019                | 33,548                | 38,814                | 40,346                |                       | [ 1 ] |

## 인접한 역
| 서울 지하철 3호선  | 서울 지하철 3호선   | 서울 지하철 3호선    |
| ------------------ | ------------------- | -------------------- |
| 319 지축 대화 방면 | ● 수도권 전철 3호선 | 321 연신내 오금 방면 |